# Osiedle Borsiga
Osiedle Borsiga, Kolonia robotnicza Borsigwerk (niem: Siedlung Borsigwerk, śl: Bozywerk) – osiedle robotnicze (należące do grupy śląskich osiedli patronackich) dla pracowników Kombinatu górniczo-hutniczego, należącego do niemieckiego fabrykanta, Augusta Borsiga. Wybudowane zostało w latach 1863–1871, pomiędzy doliną Bytomki a trasą łączącą Bytom z Zabrzem, na południe od pobliskich kopalni Hedwigswünsch („Życzenie Jadwigi”) i Ludwigsglück („Szczęście Ludwika”) i uruchomionej w 1863 roku huty. Obecnie jest częścią dzisiejszej dzielnicy Biskupice w Zabrzu.

## Opis
Równocześnie z podobnymi do siebie domami robotniczymi i pomieszczeniami gospodarskimi w postaci komórek i piwnic, powstała także szkoła, domy dla nauczycieli, park, sala gimnastyczna oraz kaplica ewangelicka i cmentarz, który mieści się przy południowych granicach osiedla. W późniejszych latach dobudowane zostały dwa przedszkola, jedno dla dzieci robotników i jedno dla dzieci pracowników zarządu oraz wyższych rangą inżynierów.

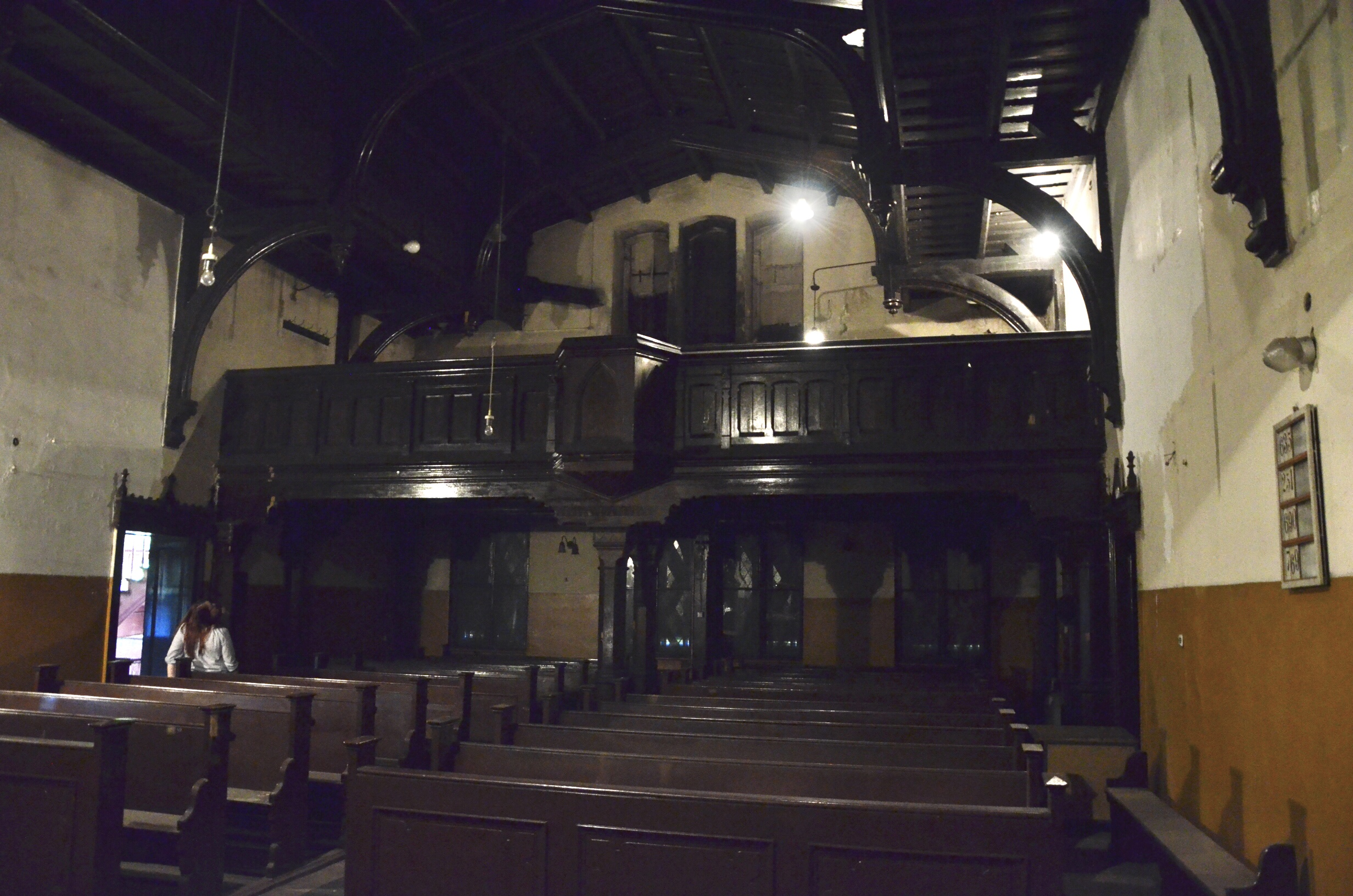
Wnętrze kaplicy ewangelickiej przy ulicy Karola Zmudy.

Na ówczesne czasy standard wszystkich mieszkań był bardzo wysoki. Liczyły one średnio 55 metrów kwadratowych, posiadały pomieszczenia kuchni i maksymalnie nawet 3 izby, na zewnątrz mieszkania – na klatce schodowej znajdowały się ubikacje i dostęp do bieżącej wody.
Na zabudowania osiedla składało się ponad 50 dwupiętrowych domów, wykonanych tradycyjnie z czerwonej cegły familoków. Kształt osiedla wyznaczony był przez geometryczny układ zabudowań i ulic, zaprojektowany w sposób symetryczny i harmonijny. Większa powierzchnia mieszkań powodowała, że koszty budowy całego założenia osiedla robotniczego były około dwukrotnie wyższe, niż innych tego typu osiedli robotniczych w okolicy.
Północna część osiedla, powyżej ul. Okrzei, charakteryzowała się lepszym standardem i inną formą, gdyż przeznaczona była dla pracowników wyższego szczebla. W północnej i środkowej części osiedla znajdują się zabytkowe, prawie stuletnie aleje kasztanowców.
Obecnie osiedle należy do najbardziej unikatowych założeń patronackich na Górnym Śląsku.